# Piper striatifolium
Piper striatifolium är en pepparväxtart som beskrevs av Truman George Yuncker. Piper striatifolium ingår i släktet Piper och familjen pepparväxter. Inga underarter finns listade i Catalogue of Life.